# Academia de la Lengua Mixteca
La Academia de la Lengua Mixteca (en mixteco Ve'e Tu'un Sávi, Casa de la Lengua de la Lluvia) es una asociación civil fundada en el año de 1997 por un grupo de activistas indígenas pertenecientes al pueblo mixteco, con el propósito de promover el uso de su lengua materna (el idioma mixteco) y crear mecanismos que permitan su conservación. Tiene su sede en la Heroica Ciudad de Tlaxiaco, en el corazón de la Mixteca Alta oaxaqueña. 

## Obra
Desde 1990 ha trabajado en el diseño y estandarización del alfabeto que se emplea en la educación en lengua mixteca de los niños nativos de esa pueblo (Ndusu Tu’un Savi), colaborando incluso con la Secretaría de Educación Pública.
También ha promovido encuentros de escritores indígenas y mantiene lazos de cooperación con diversas organizaciones en México, Estados Unidos y otras partes del mundo, tal es el caso del Frente Indígena de Organizaciones Binacionales (FIOB), que posee una estación que transmite desde California programación en lengua mixteca.
En 2012, la Academia presentó un libro de la lengua mixteca en Xayacatlán de Bravo, Puebla.